# Агадес (регіон)
Ага́дес (фр. Agadez) — регіон в Нігері. Площа регіону становить 667 799 км², це найбільша провінція Нігеру. Чисельність населення дорівнює 511 188 осіб (2011 рік). Щільність населення — 0,77 чол./км². Адміністративний центр — місто Агадес.

## Географія

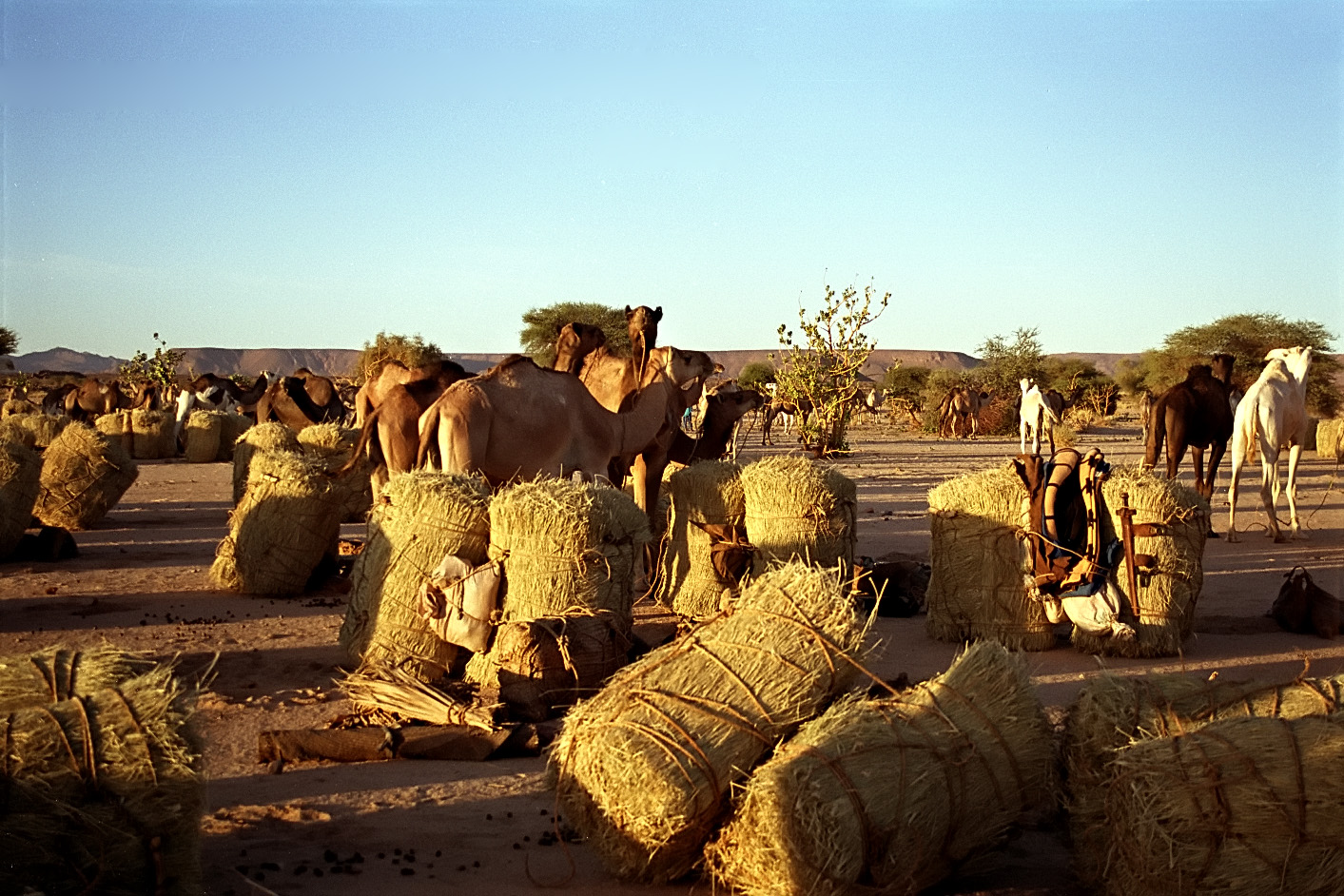
Караван верблюдів у провінції Агадес

Регіон (або провінція) Агадес розташована на півночі Нігеру. На північному заході від нього проходить державний кордон Нігеру з Алжиром, на півночі — кордон з Лівією, на заході — кордон з Малі, на сході — кордон з Чадом. На південному заході від Агадесу лежить Нігера провінція Тахуа, на півдні — провінції Мараді, Зіндер і Діффа.
Більшу частину регіону займає пустеля Тенере і плато Аїр. Дощі вкрай рідкісні, проте в провінції є підземні джерела води, як правило в оазах — Агадим, Арліт, Білма, Дірку, Тимія та інших.

## Населення
У провінції живуть переважно кочові народи: туареги, тубу, фульбе. У містах і оазах проживають також хауса, канурі, сонгаї.

## Адміністративний поділ

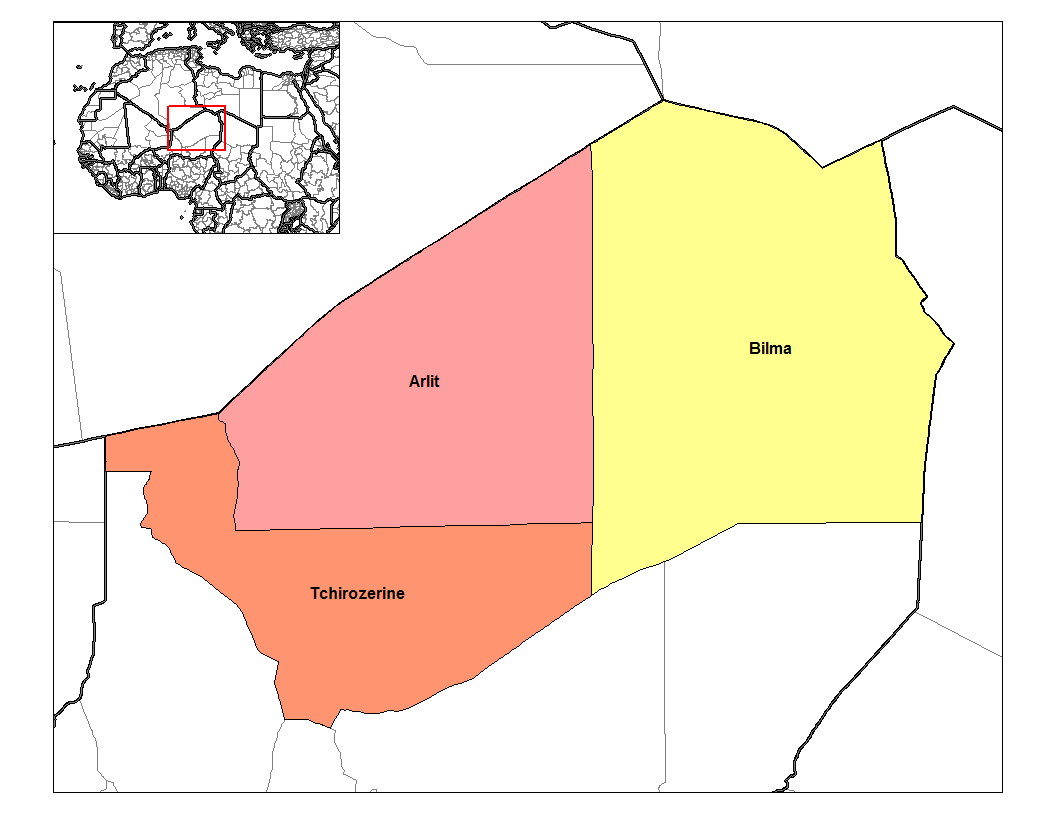
Департаменти регіону Агадес.

В адміністративному відношенні регіон розділений на 3 департаменти і 1 муніципію (місто Агадес):
Департамент Арліт (Arlit):
- Площа 216 774 км²
- Населення 156 024 чол. (2011)

комуни:
- Afassa
- Aguelal
- Арліт
- Assarara
- Elok
- Gougaram
- Іферуан
- Imourarene
- I-n-Azaoua
- Inignaouei
- Oubandawaki Makiani
- Sidaouet
- Taggafadi
- Tarhmert
- Tchintoulous
- Teouat
- Тіміа

Департамент Білма (Bilma):
- Площа: 286 279 км²
- Населення: 27, 146 чол. (2011)

Департамент Чирозерин (Tchirozérine):
- Площа: 154 746 км²
- Населення 328 018 чол. (2011)

## Економіка
У господарському відношенні регіон Агадес представляє величезне значення для економіки Нігеру, так як тут знаходяться найбільші в світі родовища урану. Його експорт дає більше 20 % від загальної валютної виручки країни. Важливе значення має також видобуток солі. Сіль доставляють караванами через оази в міста півдня Нігеру, де вона обмінюється на просо й інші продукти харчування. Сільське господарство в самому регіоні розвинене слабо (виняток — оази).